# Poissonfördelning

Siméon Denis Poisson

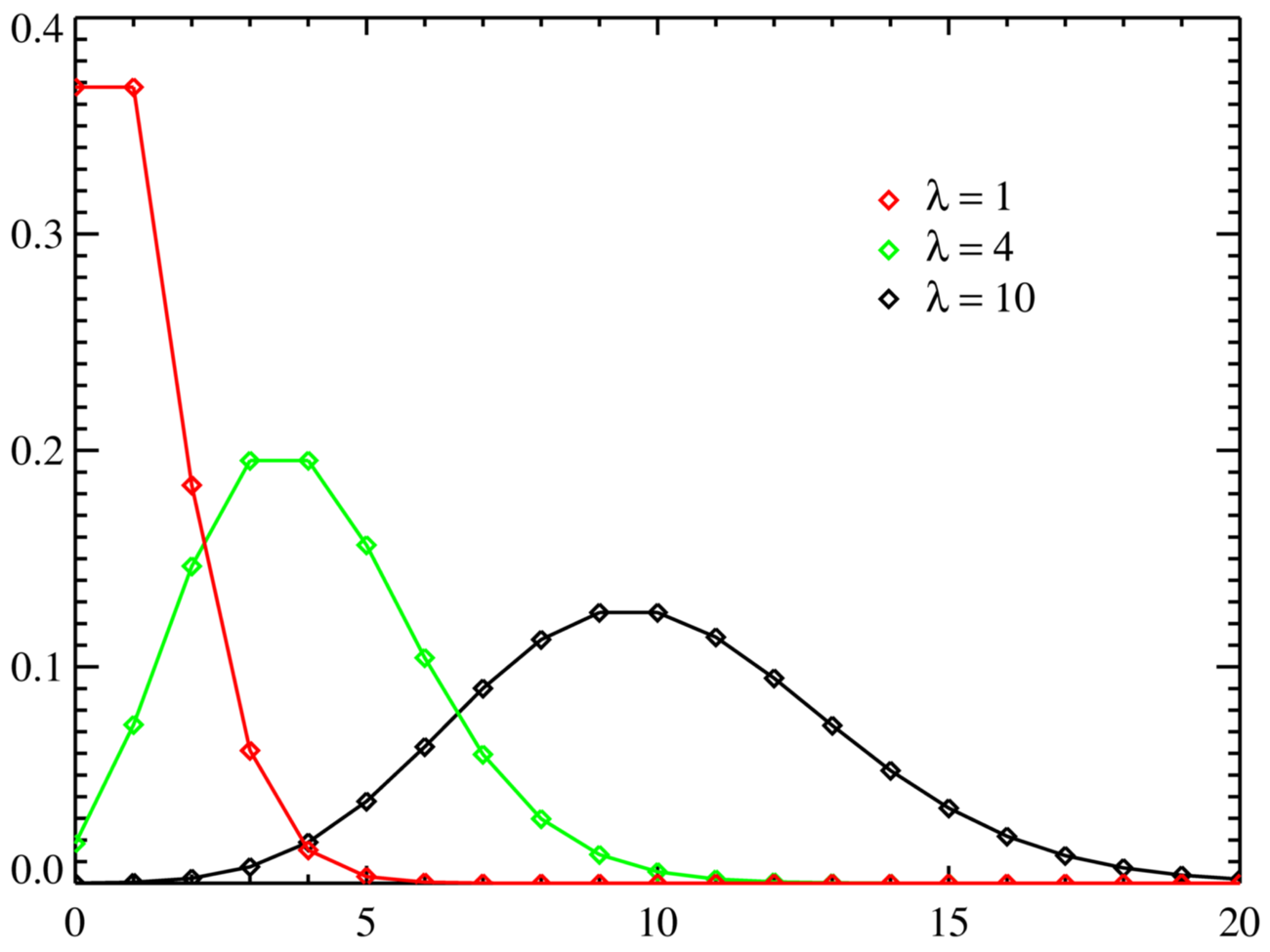
P som funktion av heltalen x för λ=m=1, 4 och 10.

Poissonfördelning är en diskret sannolikhetsfördelning som används för att beskriva företeelser som inträffar oberoende av varandra, till exempel att en partikel sönderfaller i ett radioaktivt preparat eller att samtal inkommer till en telefonväxel. Funktionen är uppkallad efter Siméon Denis Poisson.
Fördelningens sannolikhetsfunktion är
{\displaystyle {P(X=n)=}{{e^{-\lambda }\lambda ^{n}} \over n!}}
Detta kan betecknas {\displaystyle X\sim Po(\lambda )}.
Poissonfördelningen har egenskapen att väntevärdet och variansen båda är {\displaystyle \lambda }.

## Härledning
Poissonfördelningen kan härledas med hjälp av binomialfördelningen.
Sannolikheten att få {\displaystyle n} gynnsamma utfall där varje utfall har sannolikheten {\displaystyle p} vid {\displaystyle N} försök ges av binomialfördelningen:
{\displaystyle P_{p}(n|N)={N(N-1)\cdots (N-n+1) \over n!}p^{n}(1-p)^{N-n}\quad (1)}
Definiera 
{\displaystyle \lambda :=Np\Rightarrow p={\lambda  \over N}}
(1) blir då
{\displaystyle P_{\lambda }(n|N)={N(N-1)\cdots (N-n+1) \over n!}({\lambda  \over N})^{n}(1-{\lambda  \over N})^{N-n}}
Vilket förenklas till
{\displaystyle P_{\lambda }(n|N)={N(N-1)\cdots (N-n+1) \over N^{n}}{\lambda ^{n} \over n!}(1-{\lambda  \over N})^{N}{(1-{\lambda  \over N})^{-n}}\quad (2)}
Låt {\displaystyle N\to \infty } i (2):
{\displaystyle P_{\lambda }(n|N)\to {1}\cdot {\lambda ^{n} \over n!}\cdot e^{-\lambda }\cdot 1={{e^{-\lambda }\lambda ^{n}} \over n!}}

## Approximering
Under villkoret att {\displaystyle n} är stort kan binomialfördelningen approximeras med poissonfördelningen. Följande två tumregler används ofta:
- Om {\displaystyle p<0,1} kan binomialfördelningen {\displaystyle Y\sim Bin(n,p)} approximeras med poissonfördelningen {\displaystyle Po(\lambda =np)}
- Om {\displaystyle p>0,9} kan {\displaystyle Y} approximeras med {\displaystyle n-Z} där {\displaystyle Z\sim Po(\lambda =n(1-p))}. {\displaystyle n} är här antalet försök och {\displaystyle p} sannolikheten att den givna händelsen skall inträffa.